# Fotballklubben Haugesund 2015
Questa voce raccoglie le informazioni riguardanti il Fotballklubben Haugesund nelle competizioni ufficiali della stagione 2015.

## Stagione
L'Haugesund ha chiuso la stagione al 12º posto finale, mentre l'avventura nel Norgesmesterskapet 2015 si è conclusa al secondo turno con l'eliminazione per mano del Fyllingsdalen. Christian Gytkjær è stato il calciatore maggiormente utilizzato in stagione con 32 presenze tra campionato e coppa; contemporaneamente, è stato anche il miglior marcatore della squadra con 13 gol, sempre tra tutte le competizioni.

## Maglie e sponsor
Lo sponsor tecnico per la stagione 2015 è stato Umbro, mentre lo sponsor ufficiale è stato Sparebanken Vest. La divisa casalinga era completamente bianca, con inserti blu. Quella da trasferta era invece arancione, con inserti neri.
| Casa | Trasferta |

## Rosa
| N. |                       | Ruolo | Calciatore             |
| -- | --------------------- | ----- | ---------------------- |
| 1  | Norvegia (bandiera)   | P     | Per Morten Kristiansen |
| 3  | Svezia (bandiera)     | D     | David Myrestam         |
| 4  | Croazia (bandiera)    | C     | Mirko Kramarić         |
| 5  | Nigeria (bandiera)    | D     | William Troost-Ekong   |
| 6  | Slovacchia (bandiera) | C     | Filip Kiss             |
| 6  | Danimarca (bandiera)  | C     | Patrick Olsen          |
| 7  | Danimarca (bandiera)  | A     | Christian Gytkjær      |
| 8  | Norvegia (bandiera)   | C     | Michael Haukås         |
| 10 | Norvegia (bandiera)   | D     | Joakim Våge Nilsen     |
| 11 | Norvegia (bandiera)   | C     | Tor Arne Andreassen    |
| 12 | Norvegia (bandiera)   | P     | Per Kristian Bråtveit  |
| 13 | Norvegia (bandiera)   | C     | Eirik Mæland           |
| 14 | Norvegia (bandiera)   | A     | Torbjørn Agdestein     |
| 15 | Norvegia (bandiera)   | D     | Martin Bjørnbak        |
| 16 | Nigeria (bandiera)    | C     | Sad'eeq Yusuf          |
| 17 | Danimarca (bandiera)  | C     | Søren Christensen      |
| 18 | Norvegia (bandiera)   | D     | Vegard Skjerve         |

| N. |                      | Ruolo | Calciatore            |
| -- | -------------------- | ----- | --------------------- |
| 19 | Norvegia (bandiera)  | D     | Kristoffer Haraldseid |
| 20 | Senegal (bandiera)   | A     | Simon Diédhiou        |
| 21 | Nigeria (bandiera)   | A     | Adamu Abubakar        |
| 21 | Finlandia (bandiera) | A     | Roope Riski           |
| 22 | Norvegia (bandiera)  | A     | Alexander Stølås      |
| 23 | Brasile (bandiera)   | C     | Daniel Bamberg        |
| 24 | Norvegia (bandiera)  | P     | Herman Fossdal        |
| 26 | Norvegia (bandiera)  | D     | Sverre Bjørkkjær      |
| 27 | Norvegia (bandiera)  | A     | Tor André Aasheim     |
| 28 | Norvegia (bandiera)  | C     | Arent-Emil Hauge      |
| 29 | Norvegia (bandiera)  | C     | Robert Kling          |
| 30 | Norvegia (bandiera)  | A     | Erling Myklebust      |
| 31 | Norvegia (bandiera)  | D     | Arne Bjordal          |
| 32 | Norvegia (bandiera)  | C     | Thomas Horneland      |
| 33 | Norvegia (bandiera)  | D     | Daniel Våge Nilsen    |
| 50 | Serbia (bandiera)    | D     | Dušan Cvetinović      |

## Calciomercato

### Sessione invernale(dal 01/01 al 31/03)
| Arrivi | Arrivi            | Arrivi       | Arrivi     |
| R.     | Nome              | da           | Modalità   |
| ------ | ----------------- | ------------ | ---------- |
| C      | Søren Christensen | Nordsjælland | definitivo |
| A      | Simon Diédhiou    | Diambars     | definitivo |
| A      | Roope Riski       | Hønefoss     | definitivo |

| Partenze | Partenze           | Partenze        | Partenze   |
| R.       | Nome               | a               | Modalità   |
| -------- | ------------------ | --------------- | ---------- |
| P        | Olav Dalen         |                 | ritiro     |
| D        | Sverre Bjørkkjær   | Åsane           | prestito   |
| C        | Ugonna Anyora      |                 | svincolato |
| C        | Emmanuel Ekpo      |                 | svincolato |
| C        | Geir Ludvig Fevang |                 | svincolato |
| C        | Maic Sema          |                 | svincolato |
| A        | Torbjørn Agdestein | Kristiansund BK | prestito   |
| A        | Pontus Engblom     | Sandnes Ulf     | definitivo |
| A        | Nikola Komazec     | Pattaya Utd     | prestito   |
| A        | Tony Mawejje       |                 | svincolato |

### Tra le due sessioni
| Arrivi | Arrivi        | Arrivi | Arrivi     |
| R.     | Nome          | da     | Modalità   |
| ------ | ------------- | ------ | ---------- |
| C      | Patrick Olsen |        | svincolato |

| Partenze | Partenze      | Partenze | Partenze   |
| R.       | Nome          | a        | Modalità   |
| -------- | ------------- | -------- | ---------- |
| C        | Patrick Olsen |          | svincolato |

### Sessione estiva(dal 22/07 al 18/08)
| Arrivi | Arrivi               | Arrivi          | Arrivi        |
| R.     | Nome                 | da              | Modalità      |
| ------ | -------------------- | --------------- | ------------- |
| D      | Sverre Bjørkkjær     | Åsane           | fine prestito |
| D      | William Troost-Ekong | Gent            | prestito      |
| C      | Filip Kiss           | Cardiff City    | prestito      |
| C      | Sad'eeq Yusuf        | Gent            | prestito      |
| A      | Adamu Abubakar       | GBS Academy     | definitivo    |
| A      | Torbjørn Agdestein   | Kristiansund BK | fine prestito |

| Partenze | Partenze          | Partenze   | Partenze   |
| R.       | Nome              | a          | Modalità   |
| -------- | ----------------- | ---------- | ---------- |
| D        | Dušan Cvetinović  | Lens       | prestito   |
| A        | Tor André Aasheim | Breiðablik | definitivo |
| A        | Roope Riski       | SJK        | prestito   |

## Risultati

### Eliteserien

#### Girone di andata
| Arbitro: | Johnsen (Tønsberg) |

|              |           |              |
| Diomandé 14’ | Marcatori | 80’ Diédhiou |

| Arbitro: | Skjerven (Kaupanger) |

|  |           |                                                                     |
|  | Marcatori | 19’, 59’ Søderlund 28’ Mikkelsen 33’ Midtsjø 81’ Malec 86’ Skjelvik |

| Arbitro: | Johansen (Brevik) |

|                |           |  |
| Brown 36’, 37’ | Marcatori |  |

| Haugesund 26 aprile 2015, ore 18:00 4ª giornata | Haugesund      | 0 – 0 referto | Molde | Haugesund Stadion (5.446 spett.)\| Arbitro: \| Døvle (Larvik) \| |
| Arbitro:                                        | Døvle (Larvik) |               |       |                                                                  |

| Arbitro: | Lundby (Bøverbru) |

|           |           |                             |
| Azemi 84’ | Marcatori | 26’ Våge Nilsen 54’ Skjerve |

| Arbitro: | Hobber Nilsen (Oslo) |

|                          |           |           |
| Diédhiou 34’ Gytkjær 67’ | Marcatori | 8’ Mjelde |

| Arbitro: | Døvle (Larvik) |

|                                          |           |  |
| Heieren Hansen 10’ Nordvik 63’ Zajić 81’ | Marcatori |  |

| Arbitro: | Hafsås (Trodnheim) |

|  |           |                             |
|  | Marcatori | 9’ de Lanlay 85’ Böðvarsson |

| Skien 16 maggio 2015, ore 18:00 9ª giornata | Odd           | 0 – 0 referto | Haugesund | Skagerak Arena (9.054 spett.)\| Arbitro: \| Hansen (Feda) \| |
| Arbitro:                                    | Hansen (Feda) |               |           |                                                              |

| Arbitro: | Johansen (Brevik) |

|                                            |           |  |
| Bjørnbak 12’ Diédhiou 34’, 71’ Bamberg 89’ | Marcatori |  |

| Arbitro: | Berntsen (Vang) |

|  |           |               |
|  | Marcatori | 50’, 85’ Ajer |

| Arbitro: | Rafiq (Oslo) |

|                               |           |              |
| Orry Larsen 40’ Barrantes 45’ | Marcatori | 68’ Diédhiou |

| Arbitro: | Døvle (Larvik) |

|            |           |            |
| Gytkjær 6’ | Marcatori | 64’ Sundli |

| Arbitro: | Hafsås (Trondheim) |

|                           |           |  |
| Ondrášek 80’ Johansen 85’ | Marcatori |  |

| Arbitro: | Steen (Bergen) |

|                              |           |                              |
| Gytkjær 13’ (rig.), 23’, 90’ | Marcatori | 11’ Knudtzon 55’, 86’ Fofana |

#### Girone di ritorno
| Arbitro: | Rafiq (Oslo) |

|  |           |             |
|  | Marcatori | 8’ Diédhiou |

| Arbitro: | Johnsen (Tønsberg) |

|                        |           |                          |
| Haukås 31’ Skjerve 90’ | Marcatori | 11’ Jalasto 41’ Diomandé |

| Arbitro: | Skjerven (Kaupanger) |

|  |           |                 |
|  | Marcatori | 69’ (aut.) Mets |

| Arbitro: | Lundby (Bøverbru) |

|                       |           |                  |
| Gytkjær 29’, 42’, 88’ | Marcatori | 54’ (rig.) James |

| Arbitro: | Hafsås (Trondheim) |

|                             |           |                    |
| Bernstein 56’ Henderson 90’ | Marcatori | 39’ (aut.) Hurtado |

| Arbitro: | Johansen (Brevik) |

|                            |           |                                                      |
| Andreassen 16’ Skjerve 65’ | Marcatori | 17’ Chatto 30’ Sørloth 73’ (aut.) Bjørnbak 84’ Olsen |

| Arbitro: | Kjensli (Oslo) |

|                  |           |                                        |
| Kristjánsson 89’ | Marcatori | 9’ Haraldseid 64’ Diédhiou 80’ Gytkjær |

| Arbitro: | Hansen (Feda) |

|                                                          |           |  |
| Vilsvik 23’ Tagbajumi 27’, 32’ Adjei-Boateng 40’ Abu 74’ | Marcatori |  |

| Arbitro: | Eskås (Oslo) |

|            |           |             |
| Stølås 27’ | Marcatori | 87’ Maguire |

| Arbitro: | Hansen (Feda) |

|  |           |              |
|  | Marcatori | 84’ Diédhiou |

| Arbitro: | Skjerven (Kaupanger) |

|              |           |                           |
| Diédhiou 69’ | Marcatori | 33’ Nordkvelle 88’ Occéan |

| Arbitro: | Lundby (Bøverbru) |

|                                     |           |  |
| Skjerve 17’ (aut.) Vilhjálmsson 19’ | Marcatori |  |

| Arbitro: | Johnsen (Tønsberg) |

|  |           |               |
|  | Marcatori | 45’ Grindheim |

| Arbitro: | Hobber Nilsen (Oslo) |

|                                                         |           |                                              |
| de Lanlay 20’ Mikkelsen 64’ Selnæs 66’ Vilhjálmsson 90’ | Marcatori | 14’ (rig.) Gytkjær 53’ Andreassen 69’ Haukås |

| Arbitro: | Johnsen (Tønsberg) |

|  |           |              |
|  | Marcatori | 31’ Antonsen |

### Norgesmesterskapet
| Arbitro: | Higraff |

|  |           |                                    |
|  | Marcatori | 30’ Myrestam 32’, 41’, 53’ Gytkjær |

| Arbitro: | Steen |

|                                        |           |              |
| Herrem 23’, 53’ (rig.), 71’ Heltne 85’ | Marcatori | 39’ Diédhiou |

## Statistiche

### Statistiche di squadra
| Competizione       | Punti | In casa | In casa | In casa | In casa | In casa | In casa | In trasferta | In trasferta | In trasferta | In trasferta | In trasferta | In trasferta | Totale | Totale | Totale | Totale | Totale | Totale | DR  |
| Competizione       | Punti | G       | V       | N       | P       | Gf      | Gs      | G            | V            | N            | P            | Gf           | Gs           | G      | V      | N      | P      | Gf     | Gs     | DR  |
| ------------------ | ----- | ------- | ------- | ------- | ------- | ------- | ------- | ------------ | ------------ | ------------ | ------------ | ------------ | ------------ | ------ | ------ | ------ | ------ | ------ | ------ | --- |
| Eliteserien        | 31    | 15      | 3       | 5       | 7       | 19      | 27      | 15           | 5            | 2            | 8            | 14           | 25           | 30     | 8      | 7      | 15     | 33     | 52     | -19 |
| Norgesmesterskapet | -     | 0       | 0       | 0       | 0       | 0       | 0       | 2            | 1            | 0            | 1            | 5            | 4            | 2      | 1      | 0      | 1      | 5      | 4      | +1  |
| Totale             | -     | 15      | 3       | 5       | 7       | 19      | 27      | 17           | 6            | 2            | 9            | 19           | 29           | 32     | 9      | 7      | 16     | 38     | 56     | -18 |

### Statistiche dei giocatori
| Giocatore            | Eliteserien | Eliteserien | Eliteserien | Eliteserien | Norgesmesterskapet | Norgesmesterskapet | Norgesmesterskapet | Norgesmesterskapet | Coppe europee | Coppe europee | Coppe europee | Coppe europee | Altre coppe | Altre coppe | Altre coppe | Altre coppe | Totale   | Totale | Totale      | Totale     |
| Giocatore            | Presenze    | Reti        | Ammonizioni | Espulsioni  | Presenze           | Reti               | Ammonizioni        | Espulsioni         | Presenze      | Reti          | Ammonizioni   | Espulsioni    | Presenze    | Reti        | Ammonizioni | Espulsioni  | Presenze | Reti   | Ammonizioni | Espulsioni |
| -------------------- | ----------- | ----------- | ----------- | ----------- | ------------------ | ------------------ | ------------------ | ------------------ | ------------- | ------------- | ------------- | ------------- | ----------- | ----------- | ----------- | ----------- | -------- | ------ | ----------- | ---------- |
| T. Aasheim           | 1           | 0           | 0           | 0           | 2                  | 0                  | 0                  | 0                  |               |               |               |               |             |             |             |             | 3        | 0      | 0           | 0          |
| A. Abubakar          | 0           | 0           | 0           | 0           | -                  | -                  | -                  | -                  |               |               |               |               |             |             |             |             | 0        | 0      | 0           | 0          |
| T. Agdestein         | 9           | 0           | 0           | 0           | -                  | -                  | -                  | -                  |               |               |               |               |             |             |             |             | 9        | 0      | 0           | 0          |
| T. Andreassen        | 16          | 2           | 3           | 0           | 1                  | 0                  | 1                  | 0                  |               |               |               |               |             |             |             |             | 17       | 2      | 4           | 0          |
| D. Bamberg           | 25          | 1           | 2           | 0           | 1                  | 0                  | 0                  | 0                  |               |               |               |               |             |             |             |             | 26       | 1      | 2           | 0          |
| A. Bjordal           | 0           | 0           | 0           | 0           | 0                  | 0                  | 0                  | 0                  |               |               |               |               |             |             |             |             | 0        | 0      | 0           | 0          |
| S. Bjørkkjær         | 12          | 0           | 0           | 0           | -                  | -                  | -                  | -                  |               |               |               |               |             |             |             |             | 12       | 0      | 0           | 0          |
| M. Bjørnbak          | 18          | 1           | 5           | 0           | 2                  | 0                  | 1                  | 0                  |               |               |               |               |             |             |             |             | 20       | 1      | 6           | 0          |
| H. Børresson Fossdal | 0           | -0          | 0           | 0           | 0                  | -0                 | 0                  | 0                  |               |               |               |               |             |             |             |             | 0        | 0      | 0           | 0          |
| P. Bråtveit          | 27          | -43         | 1           | 0           | 1                  | -0                 | 0                  | 0                  |               |               |               |               |             |             |             |             | 28       | -43    | 1           | 0          |
| S. Christensen       | 28          | 0           | 3           | 0           | 1                  | 0                  | 0                  | 0                  |               |               |               |               |             |             |             |             | 29       | 0      | 3           | 0          |
| D. Cvetinović        | 14          | 0           | 3           | 0           | 2                  | 0                  | 0                  | 0                  |               |               |               |               |             |             |             |             | 16       | 0      | 3           | 0          |
| S. Diédhiou          | 29          | 9           | 3           | 0           | 2                  | 1                  | 0                  | 0                  |               |               |               |               |             |             |             |             | 31       | 10     | 3           | 0          |
| C. Gytkjær           | 30          | 10          | 1           | 0           | 2                  | 3                  | 0                  | 0                  |               |               |               |               |             |             |             |             | 32       | 13     | 1           | 0          |
| K. Haraldseid        | 28          | 1           | 2           | 0           | 1                  | 0                  | 0                  | 0                  |               |               |               |               |             |             |             |             | 29       | 1      | 2           | 0          |
| A. Hauge             | 3           | 0           | 0           | 0           | 0                  | 0                  | 0                  | 0                  |               |               |               |               |             |             |             |             | 3        | 0      | 0           | 0          |
| M. Haukås            | 25          | 2           | 4           | 0           | 2                  | 0                  | 0                  | 0                  |               |               |               |               |             |             |             |             | 27       | 2      | 4           | 0          |
| T. Horneland         | 0           | 0           | 0           | 0           | 0                  | 0                  | 0                  | 0                  |               |               |               |               |             |             |             |             | 0        | 0      | 0           | 0          |
| F. Kiss              | 9           | 0           | 2           | 0           | -                  | -                  | -                  | -                  |               |               |               |               |             |             |             |             | 9        | 0      | 2           | 0          |
| R. Kling             | 1           | 0           | 0           | 0           | 1                  | 0                  | 0                  | 0                  |               |               |               |               |             |             |             |             | 2        | 0      | 0           | 0          |
| M. Kramarić          | 0           | 0           | 0           | 0           | 1                  | 0                  | 0                  | 1                  |               |               |               |               |             |             |             |             | 1        | 0      | 0           | 1          |
| P. Kristiansen       | 3           | -9          | 0           | 0           | 1                  | -4                 | 0                  | 0                  |               |               |               |               |             |             |             |             | 4        | -13    | 0           | 0          |
| E. Mæland            | 8           | 0           | 0           | 0           | 0                  | 0                  | 0                  | 0                  |               |               |               |               |             |             |             |             | 8        | 0      | 0           | 0          |
| E. Myklebust         | 2           | 0           | 0           | 0           | 0                  | 0                  | 0                  | 0                  |               |               |               |               |             |             |             |             | 2        | 0      | 0           | 0          |
| D. Myrestam          | 22          | 0           | 1           | 0           | 1                  | 1                  | 0                  | 0                  |               |               |               |               |             |             |             |             | 23       | 1      | 1           | 0          |
| P. Olsen             | 11          | 0           | 2           | 0           | 1                  | 0                  | 0                  | 0                  |               |               |               |               |             |             |             |             | 12       | 0      | 2           | 0          |
| R. Riski             | 10          | 0           | 2           | 0           | 2                  | 0                  | 0                  | 0                  |               |               |               |               |             |             |             |             | 12       | 0      | 2           | 0          |
| V. Skjerve           | 25          | 3           | 3           | 1           | 1                  | 0                  | 0                  | 0                  |               |               |               |               |             |             |             |             | 26       | 3      | 3           | 1          |
| A. Stølås            | 20          | 1           | 1           | 0           | 1                  | 0                  | 0                  | 0                  |               |               |               |               |             |             |             |             | 21       | 1      | 1           | 0          |
| W. Troost-Ekong      | 13          | 0           | 1           | 0           | -                  | -                  | -                  | -                  |               |               |               |               |             |             |             |             | 13       | 0      | 1           | 0          |
| D. Våge Nilsen       | 0           | 0           | 0           | 0           | 0                  | 0                  | 0                  | 0                  |               |               |               |               |             |             |             |             | 0        | 0      | 0           | 0          |
| J. Våge Nilsen       | 10          | 1           | 0           | 0           | 2                  | 0                  | 0                  | 0                  |               |               |               |               |             |             |             |             | 12       | 1      | 0           | 0          |
| S. Yusuf             | 7           | 0           | 2           | 0           | -                  | -                  | -                  | -                  |               |               |               |               |             |             |             |             | 7        | 0      | 2           | 0          |